# Explosivt uppdrag
Explosivt uppdrag (originaltitel: The Mountain Road) är en amerikansk krigsfilm från 1960 med James Stewart och Lisa Lu. Filmen regisserades av Daniel Mann.

## Handling
En grupp amerikanska arméingenjörer måste under andra världskriget försöka förhala framryckningen av den japanska armén. De tvingas spränga upp ammunitionslager och broar längs en bergsväg samtidigt som de har mängder av kinesiska flyktingar runt sig. Major Baldwin (James Stewart) som leder uppdraget blir dessutom, mitt i brinnande krig, föräldskad i en kinesisk änka (Lisa Lu).

## Rollista (i urval)
- James Stewart
- Lisa Lu
- Glenn Corbett
- Harry Morgan
- Frank Silvera
- James Best
- Rudy Bond